# Exact Cross
 (octobre 2022).
Si vous disposez d'ouvrages ou d'articles de référence ou si vous connaissez des sites web de qualité traitant du thème abordé ici, merci de compléter l'article en donnant les références utiles à sa vérifiabilité et en les liant à la section « Notes et références ».
Les Exact Cross, anciennement connus sous le nom de Brico Cross, puis Ethias Cross, sont une compétition annuelle de cyclo-cross organisée par l'agence événementielle belge Golazo, qui comprend plusieurs manches masculines et féminines en Belgique et auparavant aux Pays-Bas. C'est l'une des quatre compétitions majeures d'une saison de cyclo-cross, aux côtés de la Coupe du monde de cyclo-cross de l'UCI, du Superprestige et du X²O Badkamers Trofee.

## Organisation
Contrairement à la coupe du monde, au Superprestige et au X²O Badkamers Trofee, chaque épreuve est distincte, aucun point n'est attribué pour un classement général et il n'y a donc pas de vainqueur général à la fin de la saison.
Sponsorisée par la chaîne de quincailleries belge Brico, les trois premières saisons, puis par la compagnie d’assurance belge Ethias de 2019 à 2022, elle a pour sponsor principal le fournisseur de logiciels d'entreprise Exact.

## Editions
| Saison    | Nom          | Nombre d'épreuves |
| --------- | ------------ | ----------------- |
| 2016-2017 | Brico Cross  | 6                 |
| 2017-2018 | Brico Cross  | 6                 |
| 2018-2019 | Brico Cross  | 8                 |
| 2019-2020 | Ethias Cross | 8                 |
| 2020-2021 | Ethias Cross | 8                 |
| 2021-2022 | Ethias Cross | 8                 |
| 2022-2023 | Exact Cross  | 8                 |
| 2023-2024 | Exact Cross  | 7                 |
| 2024-2025 | Exact Cross  | 7                 |

## Epreuves
L'Exact Cross se compose des 7 courses suivantes:
- be-Mine Cross, Beringen
- Cyclocross Essen, Essen
- Cyclocross Heerderstrand, Heerde
- Urban Cross, Courtrai
- Azencross, Loenhout
- Parkcross, Maldegem
- Waaslandcross, Saint-Nicolas

Auparavant, les compétitions suivantes faisaient également partie de l'Ethias Cross:
- GP Mario De Clercq, Renaix
- Vestingcross, Hulst
- Grand Prix Eeklo, Eeklo
- Rapencross, Lokeren
- Cyclocross Leuven, Louvain
- Versluys Cyclocross, Bredene
- Polderscross, Kruibeke
- Berencross, Meulebeke
- Zilvermeercross, Mol
- Kasteelcross, Zonnebeke

## Vainqueurs

### Hommes
| Saison    | Geraardsbergen         | Meulebeke              | Kruibeke               | Bredene                | Maldegem               | Hulst                | Six courses uniquement | Six courses uniquement  |
| 2016-2017 | Wout van Aert          | Mathieu van der Poel   | Michael Vanthourenhout | Wout van Aert          | Mathieu van der Poel   | Mathieu van der Poel | Six courses uniquement | Six courses uniquement  |
| Saison    | Eeklo                  | Meulebeke              | Kruibeke               | Bredene                | Maldegem               | Hulst                | Six courses uniquement | Six courses uniquement  |
| 2017-2018 | Mathieu van der Poel   | Mathieu van der Poel   | Mathieu van der Poel   | Wout van Aert          | Laurens Sweeck         | Mathieu van der Poel | Six courses uniquement | Six courses uniquement  |
| Saison    | Geraardsbergen         | Meulebeke              | Renaix                 | Lokeren                | Essen                  | Bredene              | Maldegem               | Hulst                   |
| 2018-2019 | Lars van der Haar      | Mathieu van der Poel   | Mathieu van der Poel   | Daan Soete             | Laurens Sweeck         | Wout van Aert        | Mathieu van der Poel   | Mathieu van der Poel    |
| Saison    | Eeklo                  | Meulebeke              | Kruibeke               | Beringen               | Essen                  | Bredene              | Maldegem               | Hulst                   |
| 2019-2020 | Laurens Sweeck         | Michael Vanthourenhout | Eli Iserbyt            | Quinten Hermans        | Quinten Hermans        | Mathieu van der Poel | Eli Iserbyt            | Eli Iserbyt             |
| Saison    | Lokeren                | Kruibeke               | Beringen               | Louvain                | Essen                  | Bredene              | Eeklo                  | Saint-Nicolas           |
| 2020-2021 | Eli Iserbyt            | Toon Aerts             | Toon Aerts             | Laurens Sweeck         | Mathieu van der Poel   | Mathieu van der Poel | Quinten Hermans        | Eli Iserbyt             |
| Saison    | Lokeren                | Beringen               | Bredene                | Meulebeke              | Louvain                | Essen                | Maldegem               | Saint-Nicolas           |
| 2021-2022 | Eli Iserbyt            | Eli Iserbyt            | Eli Iserbyt            | Michael Vanthourenhout | Laurens Sweeck         | Wout van Aert        | Laurens Sweeck         | Michael Vanthourenhout  |
| Saison    | Kruibeke               | Beringen               | Meulebeke              | Essen                  | Mol                    | Loenhout             | Zonnebeke              | Saint-Nicolas           |
| 2022-2023 | Michael Vanthourenhout | Eli Iserbyt            | Michael Vanthourenhout | Gerben Kuypers         | Wout van Aert          | Wout van Aert        | Tim Merlier            | Laurens Sweeck          |
| Saison    | Beringen               | Essen                  | Mol                    | Loenhout               | Zonnebeke              | Maldegem             | Saint-Nicolas          | Sept courses uniquement |
| 2023-2024 | Thibau Nys             | Wout van Aert          | Mathieu van der Poel   | Mathieu van der Poel   | Michael Vanthourenhout | Eli Iserbyt          | Michael Vanthourenhout | Sept courses uniquement |
| Saison    | Beringen               | Essen                  | Heerde                 | Courtrai               | Loenhout               | Maldegem             | Saint-Nicolas          | Sept courses uniquement |
| 2024-2025 | Lars van der Haar      | Laurens Sweeck         | Eli Iserbyt            | Eli Iserbyt            | Mathieu van der Poel   | Laurens Sweeck       | Niels Vandeputte       | Sept courses uniquement |

### Femmes
| Saison    | Geraardsbergen   | Meulebeke                | Kruibeke           | Bredene             | Maldegem                 | Hulst              | Six courses uniquement | Six courses uniquement |
| 2016-2017 | Sanne Cant       | Ellen Van Loy            | Jolien Verschueren | Thalita de Jong     | Marianne Vos             | Sanne Cant         | Six courses uniquement | Six courses uniquement |
| Saison    | Eeklo            | Meulebeke                | Kruibeke           | Bredene             | Maldegem                 | Hulst              | Six courses uniquement | Six courses uniquement |
| 2017-2018 | Sanne Cant       | Sanne Cant               | Katherine Compton  | Alice Maria Arzuffi | Marianne Vos             | Laura Verdonschot  | Six courses uniquement | Six courses uniquement |
| Saison    | Geraardsbergen   | Meulebeke                | Renaix             | Lokeren             | Essen                    | Bredene            | Maldegem               | Hulst                  |
| 2018-2019 | Eva Lechner      | Sanne Cant               | Marianne Vos       | Sanne Cant          | Maud Kaptheijns          | Lucinda Brand      | Denise Betsema         | Denise Betsema,        |
| Saison    | Eeklo            | Meulebeke                | Kruibeke           | Beringen            | Essen                    | Bredene            | Maldegem               | Hulst                  |
| 2019-2020 | Maud Kaptheijns  | Ceylin Alvarado          | Annemarie Worst    | Annemarie Worst     | Marianne Vos             | Sanne Cant         | Annemarie Worst        | Ceylin Alvarado        |
| Saison    | Lokeren          | Kruibeke                 | Beringen           | Louvain             | Essen                    | Bredene            | Eeklo                  | Saint-Nicolas          |
| 2020-2021 | Aniek van Alphen | Lucinda Brand            | Denise Betsema     | Ceylin Alvarado     | Marianne Vos             | Blanka Vas         | Denise Betsema         | Denise Betsema         |
| Saison    | Lokeren          | Beringen                 | Bredene            | Meulebeke           | Louvain                  | Essen              | Maldegem               | Saint-Nicolas          |
| 2021-2022 | Denise Betsema   | Yara Kastelijn           | Denise Betsema     | Sanne Cant          | Anna Kay                 | Zoe Bäckstedt      | Annemarie Worst        | Lucinda Brand          |
| Saison    | Kruibeke         | Beringen                 | Meulebeke          | Essen               | Mol                      | Loenhout           | Zonnebeke              | Saint-Nicolas          |
| 2022-2023 | Fem van Empel    | Fem van Empel            | Lucinda Brand      | Aniek van Alphen    | Shirin van Anrooij       | Shirin van Anrooij | Denise Betsema         | Annemarie Worst        |
| Saison    | Beringen         | Essen                    | Mol                | Loenhout            | Zonnebeke                | Maldegem           | Saint-Nicolas          | Sept courses seulement |
| 2023-2024 | Fem van Empel    | Marion Norbert-Riberolle | Lucinda Brand      | Sanne Cant          | Marion Norbert-Riberolle | Laura Verdonschot  | Lucinda Brand          | Sept courses seulement |
| Saison    | Beringen         | Essen                    | Heerde             | Courtrai            | Loenhout                 | Maldegem           | Saint-Nicolas          | Sept courses seulement |
| 2024-2025 | Fem van Empel    | Marion Norbert-Riberolle | Ceylin Alvarado    | Fem van Empel       | Marion Norbert-Riberolle | Marie Schreiber    | Lucinda Brand          | Sept courses seulement |

## Statistiques
En date du 15/2/2025

### Hommes
| Victoires | Coureur                | Pays     |
| --------- | ---------------------- | -------- |
| 17        | Mathieu van der Poel   | Pays-Bas |
| 12        | Eli Iserbyt            | Belgique |
| 9         | Laurens Sweeck         | Belgique |
| 8         | Wout van Aert          | Belgique |
| 8         | Michael Vanthourenhout | Belgique |
| 3         | Quinten Hermans        | Belgique |
| 2         | Toon Aerts             | Belgique |
| 2         | Lars van der Haar      | Pays-Bas |
| 1         | Daan Soete             | Belgique |
| 1         | Gerben Kuypers         | Belgique |
| 1         | Tim Merlier            | Belgique |
| 1         | Thibau Nys             | Belgique |
| 1         | Niels Vandeputte       | Belgique |

| Victoires | Pays     |
| --------- | -------- |
| 47        | Belgique |
| 19        | Pays-Bas |
| 66        | Total    |

### Femmes
| Victoires | Coureuse                 | Pays            |
| --------- | ------------------------ | --------------- |
| 9         | Sanne Cant               | Belgique        |
| 7         | Lucinda Brand            | Pays-Bas        |
| 6         | Denise Betsema           | Pays-Bas        |
| 5         | Marianne Vos             | Pays-Bas        |
| 5         | Annemarie Worst          | Pays-Bas        |
| 5         | Fem van Empel            | Pays-Bas        |
| 4         | Ceylin Alvarado          | Pays-Bas        |
| 4         | Marion Norbert-Riberolle | Belgique        |
| 2         | Maud Kaptheijns          | Pays-Bas        |
| 2         | Aniek van Alphen         | Pays-Bas        |
| 2         | Shirin van Anrooij       | Pays-Bas        |
| 2         | Laura Verdonschot        | Belgique        |
| 1         | Zoe Bäckstedt            | Grande-Bretagne |
| 1         | Anna Kay                 | Grande-Bretagne |
| 1         | Yara Kastelijn           | Pays-Bas        |
| 1         | Blanka Vas               | Hongrie         |
| 1         | Eva Lechner              | Italie          |
| 1         | Katherine Compton        | États-Unis      |
| 1         | Alice Maria Arzuffi      | Italie          |
| 1         | Ellen Van Loy            | Belgique        |
| 1         | Jolien Verschueren       | Belgique        |
| 1         | Thalita de Jong          | Pays-Bas        |
| 1         | Marie Schreiber          | Luxembourg      |

| Victoires | Pays            |
| --------- | --------------- |
| 40        | Pays-Bas        |
| 17        | Belgique        |
| 2         | Italie          |
| 2         | Grande-Bretagne |
| 1         | États-Unis      |
| 1         | Hongrie         |
| 1         | Luxembourg      |
| 64        | Total           |